# Chinesische Badmintonmeisterschaft 2016
Die Chinesische Badmintonmeisterschaft 2016 fand vom 16. bis zum 23. Juni 2016 in Hefei statt.

## Finalergebnisse
| Disziplin    | Sieger                 | Finalist               | Ergebnis            |
| ------------ | ---------------------- | ---------------------- | ------------------- |
| Herreneinzel | Zhao Junpeng           | Shi Yuqi               | 19-21, 21-14, 21-19 |
| Dameneinzel  | Chen Yufei             | He Bingjiao            | 21-19, 21-19        |
| Herrendoppel | Liu Xiaolong Ou Xuanyi | Wang Sijie Zhuge Lukai | 22-20, 21-14        |
| Damendoppel  | Du Yue Li Yinhui       | Zhou Chaomin Chen Lu   | 21-16, 21-12        |
| Mixed        | Wang Zekang Wu Yingshi | Pei Tianyi Wu Qianqian | 21-18, 21-15        |